# Comité de Bunsen
El Comité de Bunsen (o Comisión sobre la Turquía asiática en inglés: Comité sobre la Turquía asiática) fue una comisión interministerial creada por el gobierno británico para "considerar la naturaleza de los desiderata británicos en la Turquía asiática en caso de éxito militar". Fue incorporado en 8 de abril de 1915 por el primer ministro británico Herbert Asquith y estuvo encabezado por Sir Maurice de Bunsen, ex embajador británico en Viena en Austria-Hungría .
El informe de la comisión Bunsen sentó las bases de la política británica en Oriente Medio. Consideró los diferentes escenarios posibles sobre el Imperio Otomano y sus posesiones, durante y después de la Primera Guerra Mundial; hizo recomendaciones y proporcionó directrices para las negociaciones con Francia, Italia y Rusia en relación con la partición del Imperio Otomano.

## Contexto
Gran Bretaña y Francia habían aceptado en Marzo de 1915 la demanda de Rusia de controlar Constantinopla y el estrecho reconociendo al mismo tiempo su derecho a la libertad de movimiento y comercio. Luego de lo cual Francia se dirigió a Gran Bretaña para considerar también una aclaración de sus respectivas posiciones y un acuerdo sobre los diversos escenarios posibles y el futuro del Imperio Otomano que vendría a ser derrotado. Gran Bretaña pudo entonces ver su falta de pensamiento estratégico y visión sobre sus intereses en esta región, lo que llevó al gobierno a la creación de la comisión Bunsen.

## Miembros
Los miembros de la comisión fueron:
- Maurice de Bunsen, presidente;
- Georges Clerk  (En), en representación del Foreign Office,
- Thomas Holderness  (En), en representación de la Oficina de la India,
- Henry Jackson  (En), en representación del Almirantazgo,
- Charles Edward Callwell  (En), en representación de la Junta de Guerra,
- Hubert Llewellyn Smith, en representación de la Comisión de Comercio,
- Mark Sykes, en representación de Lord Kitchener, Secretario de Estado de Guerra,
- finalmente, el Comité de Defensa Imperial, representado por el teniente coronel Maurice Hankey, acogió las reuniones del comité y proporcionó su secretaría.

Muchas organizaciones o personalidades, no representadas directamente, también elaboraron memorandos (38 en este caso, que se adjuntaron al informe final) en los que exponen sus posiciones sobre el tema de la comisión. Además, Sir Maurice de Bunsen invitó al contraalmirante Sir Edmond Slade  (En), considerado uno de los mejores expertos en petróleo, a hacer una presentación ante el comité sobre este importante tema.

## Reuniones y debates
La comisión se reunirá trece veces entre 12 de abril y el 28 de mayo de 1915. Publicará su informe final sobre 30 de junio de 1915.
Durante las reuniones, cada representante pudo, en primer lugar, presentar el punto de vista de su gestión, luego se enumeraron todas las cuestiones planteadas y fueron objeto de debates entre los ponentes.
Sir Maurice de Bunsen recordó que se había concluido un acuerdo con Rusia, otorgándole el control de Constantinopla y el estrecho con libertad de movimiento y comercio, a cambio de lo cual reconocía los derechos de Francia y Gran Bretaña sobre sus áreas de interés en el Imperio Otomano. Posteriormente recordó que los "intereses especiales" que debían analizarse eran de carácter económico y comercial y que se trataba de definir los medios para asegurarlos.
Hubert LLewellyn Smith, representante de la Oficina de Comercio, describió los tres objetivos del gobierno: lograr un mercado libre y abierto para los industriales británicos; adquirir producción agrícola y materias primas; abrir el campo al capital británico y la mano de obra del Raj británico. El segundo punto convirtió a Irak en una apuesta importante en términos de agricultura y recursos petroleros. Este último punto hizo que el control del vilayet de Mosul, presuntamente rico en hidrocarburos, fuera un tema espinoso porque lo reclamaba Francia.
Thomas Holderness, en representación de la Oficina de la India, insistió en que la villa de Basora reclamada por el Raj británico y su seguridad, requería la verificación previa de la Vilayet de Bagdad, hasta una línea que va desde Hit (en l ' Euphrates ), hasta Tikrit (en el Tigris ). Lord Hardinge, virrey de la India, recordó en un telegrama que la posesión de Basora y el control de Bagdad era vital para la seguridad de las operaciones petroleras de APOC en el valle de Karun y Abadan, Arabistan en Persia. Hubert LLewellyn Smith encontró esta posición doblemente insuficiente: primero porque las verdaderas defensas naturales de Irak eran las áreas montañosas al norte del Vilayet de Mosul; en segundo lugar, porque este último también era una fuente potencial de hidrocarburos.
Las preguntas planteadas todas destacando el importante papel de los recursos petroleros, el presidente de la comisión llamó al experto en la materia, Sir Edmond Slade. Este último dijo a los miembros de la comisión que creía que había una banda rica en petróleo que se extendía desde el sur de la Península Arábiga, a lo largo de las costas occidentales del Golfo Pérsico, pasando por las operaciones APOC existentes y llegando hasta Mosul Vilayet. La comisión consideró entonces por primera vez la necesidad de evitar que cualquier otra potencia colonial se estableciera en el territorio así designado, a fin de retener el control del mismo solo por los británicos. Finalmente, Sir Edmond Slade sugirió la importancia de asegurar la continuidad territorial bajo la influencia británica desde el Golfo Pérsico e Irak hasta el Mediterráneo, para llevar petróleo por oleoducto a Haifa, en Palestina, por ejemplo.
En cuanto al impacto de Sir Mark Sykes (quien luego negoció los acuerdos Sykes-Picot ) en la comisión, se lo describió como "profundo", debido a su conocimiento del campo y de los libros que había publicado en sus viajes a Oriente Medio. Propondrá las distintas opciones que se pueden plantear e introducirá las nociones de partición o áreas de interés, así como la de independencia nominal bajo control europeo. Pero estas visiones fueron rechazadas en su mayor parte por Sir Edward Gray del Foreign Office, quien las encontró demasiado imperialistas, impidiendo el consenso del comité sobre ellas. Pero Sykes volvió al cargo con una versión redactada que dividía a la "Turquía asiática" en cinco zonas de "devolución": Anatolia, Armenia, Siria, Palestina e Irak, que tenían la ventaja de la flexibilidad en la implementación y en relación. Desarrollos inciertos, debido a la guerra, de la situación geopolítica. Es este último esquema el que finalmente será la recomendación de la comisión. Sir Mark Sykes no firmará el informe final presentado el 30 de junio de 1915, porque fue enviado a principios de junio por la Oficina de Guerra a las autoridades británicas en el Cercano y Medio Oriente y a la India para discutir las conclusiones de la comisión y, al mismo tiempo, estudiar la situación sobre el terreno y la relación;
El informe de la comisión se publicó el 30 de junio de 1915. Imaginó cuatro posibles soluciones:
- partición entre los aliados, dejando solo un pequeño estado otomano en Anatolia;
- La preservación del Imperio Otomano, siempre que las Grandes Potencias controlen áreas de influencia política y comercial;
- La preservación del Imperio Otomano como estado independiente en Asia, con algunos ajustes territoriales;
- La creación de un estado federal otomano descentralizado en Asia, que ejerce el poder nominal, compuesto por cinco ayalets (provincias): Anatolia, Armenia, Siria, Palestina e Irak, y la creación de un estado "independiente" en Arabia, sin decir si lo haría ser único o fragmentado, y todo con unos pocos ajustes territoriales.

La comisión recomendó esta última solución como la mejor opción para satisfacer las demandas de defensa de los intereses del Imperio Británico.
Añadió nueve desiderata británicos:
La confirmación del control británico sobre el Golfo Pérsico;
La defensa del comercio colonial en la región;
Respeto por las garantías dadas a los líderes de la Península Arábiga;
Asegurar los intereses británicos en las operaciones petroleras;
El desarrollo agrícola de Mesopotamia y la posibilidad de la emigración indígena a estas tierras;
El mantenimiento de posiciones estratégicas británicas en el Mediterráneo oriental y en el Golfo Pérsico;
El control musulmán de los lugares sagrados del Islam y la solución de la problemática del califa;
Una solución satisfactoria a la cuestión armenia;
La solución de la cuestión de Palestina y los santos lugares cristianos.
En lo que respecta a Palestina, indicó que sería "... inútil que el gobierno de Su Majestad exija que Palestina permanezca en su esfera de influencia". Palestina debe ser reconocida como un país cuyo destino debe ser objeto de negociaciones especiales, en las que tanto los beligerantes como los neutrales estén igualmente interesados ”. En el caso de partición o zonas de influencia, el Comité definió una esfera de influencia británica que incluía Palestina, aceptando la idea de que había intereses franceses y rusos, así como intereses musulmanes en Jerusalén y en los Lugares Santos.